# Świadkowie Jehowy w województwie warmińsko-mazurskim
Świadkowie Jehowy w województwie warmińsko-mazurskim – wspólnota religijna Świadków Jehowy w województwie warmińsko-mazurskim. W wyniku Narodowego Spisu Powszechnego Ludności i Mieszkań 2011 określono liczbę osób na terenie województwa deklarujących swoją przynależność religijną do Świadków Jehowy na 4996. Natomiast liczba głosicieli według opracowania GUS „Wyznania religijne w Polsce 2019–2021” w roku 2021 wynosiła 3642. W październiku 2024 roku na terenie województwa znajdowały się miejsca zebrań 47 zborów (w tym zbór rosyjskojęzyczny, grupa języka migowego, grupa polskojęzyczna na oddaleniu na terenie zakładu karnego oraz grupa posługująca się językiem romani (Polska)).

## Historia

### Początki

#### 1900–1909
W pierwszej dekadzie XX w. działalność rozwijała się głównie na terenie obecnego powiatu szczycieńskiego i węgorzewskiego (na terenie należącym wtedy do Cesarstwa Niemieckiego). Jedna z pierwszych opublikowanych informacji z tego terenu pochodzi z roku 1906, która zawiera list F. Pieńkowskiego proszącego o przysłanie większej ilości publikacji biblijnych w języku niemieckim.

#### 1910–1919
W roku 1910 istniały również grupy w Ełku, Nawiadach, Skajzgirach, Srokowie, Świętajnie i Wielbarku, a w roku 1911 także w Lesieńcu i Piasutnie.
Zbory w Cierzpiętach, Elblągu, Ełku, Lesieńcu, Nawiadach, Piasutnie, Pozezdrzu, Skajzgirach, Sołdanach, Srokowie, Szczytnie, Świętajnie, Węgorzewie i Wielbarku, w latach 1910–1920 odwiedzał przedstawiciel niemieckiego biura, pielgrzym Hermann Herkendell.
11 maja 1913 roku w Hotelu Germania przy Kaiserstrasse w Szczytnie zorganizowano pierwsze w Prusach Wschodnich zgromadzenie. Na przedmieściach miasta (Beutnerdorf) mieszkał Samuel Kattanek, który był odpowiedzialny za jego organizacje. W zgromadzeniu brało udział około 70 osób, w tym przedstawiciel niemieckiego biura, Otto A. Kötitz. Jesienią 1913 roku grupy w Elblągu, Janikowie, Gołdapi, Pozezdrzu, Sołdanach, Giżycku i Szczytnie odwiedził pielgrzym Paul Balzereit. W roku 1916 grupy w Szczytnie i Węgorzewie odwiedził pielgrzym Max Cunow. W 1917 i 1919 roku pielgrzym Karl Wellershaus odwiedził grupy m.in. w Węgorzewie, Sołdanach, Pozezdrzu, Cierzpiętach, Szczytnie, Lesieńcu.
W roku 1919 i 1920 zbory w Węgorzewie, Lesieńcu, Szczytnie i Elblągu odwiedzał pielgrzym Bernhard Buchholz.

#### Lata 20. XX wieku
W 1920 roku zorganizowano zgromadzenia w Królewcu i Gdańsku, na których byli obecni pierwsi wyznawcy z tego terenu. W pierwszej połowie lat 20. grupy Badaczy Pisma Świętego działały m.in. w Białej Piskiej, Błudowie, Braniewie, Cierzpiętach, Dąbrównie, Elblągu, Ełku, Giżycku, Iławie, Kętrzynie, Lesieńcu, Leśnym Rowie, Mikołajkach, Mrągowie, Napiwodzie, Nowych Kiejkutach, Olsztynie, Pieczonkach, Pozezdrzu, Szczytnie, Węgorzewie i Wężewie, które regularnie odwiedzali pielgrzymi, przedstawiciele niemieckiego biura.
W 1927 roku w Iławie działał zbór, który organizował zebrania dwa razy w tygodniu. W roku 1928 rozpoczęto w miastach wyświetlanie nowego filmu – Dramat stworzenia (późniejszej niemieckiej wersji Fotodramy stworzenia). W tym samym roku odbyły się ponownie duże zgromadzenia w Królewcu i w Gdańsku – przybyli wyznawcy z terenu obecnego województwa.

#### Lata 30. XX wieku
W latach 30. XX wieku duża grupa Świadków Jehowy (przyjęcie nowej nazwy w 1931 roku) działała w Elblągu.
We wrześniu 1931 roku zbory w Elblągu, Iławie, Frąknowie, Olsztynie, Szczytnie, Nowych Kiejkutach, Rutkowie, Mrągowie, Krutyniu, Zełwągach, Mikołajkach, Orzyszu, Białej Piskiej, Sokołach Jeziornych i Ełku odwiedził pielgrzym o nazwisku Kipper. W 1932 roku odbyły się ponownie duże zgromadzenia w Gdańsku, Królewcu, Tylży i Insterburgu – przybyli wyznawcy z terenu obecnego województwa.
W dniach od 12 do 13 marca oraz 8 i 9 października 1932 roku zgromadzenie odbyło się w Mrągowie (przy Kasernenstr. 29).

### Prześladowania w okresie nazizmu

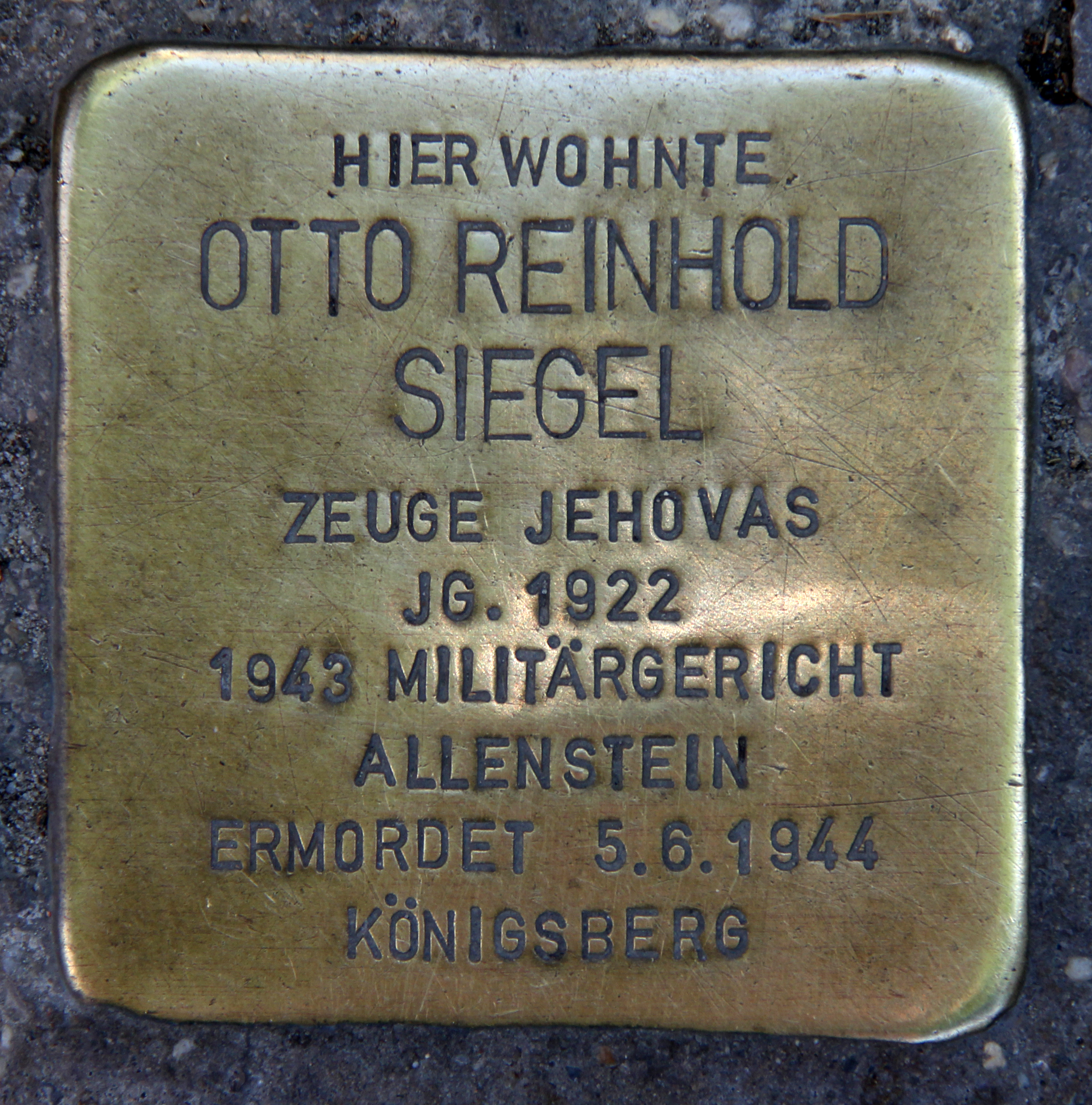
Stolperstein Otto Siegela, który za odmowę służby wojskowej w 1944 roku przez nazistowski Sąd Okręgowy w Olsztynie został skazany na karę śmierci

W okresie nazizmu wielu tutejszych niemieckich Świadków Jehowy trafiło do więzień i hitlerowskich obozów koncentracyjnych za odmowę wyrzeczenia się służby dla Boga i rezygnacji z chrześcijańskiej neutralności. Jednym z pierwszych aresztowanych w 1936 roku był Anton Lippert z Sußnick (Suśnika) i osadzony w obozach Dachau i Natzweiler-Struthof. Paul Lask z Ełku został osadzony w obozach Stutthof, Natzweiler-Struthof i Buchenwald, gdzie zmarł.

### Okres po II wojnie światowej (1945–1950)
Po II wojnie światowej Świadkowie Jehowy podjęli działalność kaznodziejską na terenie Warmii i Mazur w roku 1945. Społeczność ta składała się z trzech grupy wyznawców: polskich osadników, Ukraińców z akcji wysiedleńczej „Wisła” oraz przedstawicieli ludności miejscowej, zgodnie ze sobą współpracujących. Warmia i Mazury należały to tych terenów, na których Świadków Jehowy było najmniej w porównaniu z pozostałymi częściami kraju. Sytuacja Świadków Jehowy w tym okresie była ciężka. Dochodziło do prześladowań ze strony członków innych wyznań oraz nieufność ze strony miejscowych władz.
Pierwsi sprowadzili się do wsi Mostkowo koło Łukty. Wśród nich był m.in. Wiktor Fidura, były pracownik urzędu bezpieczeństwa, wydalony ze służby, ochrzczony w 1946 roku, aresztowany w 1950 roku. W 1947 roku do tego zboru przybyli pionierzy z Gdyni i z Siedlec. 3 października 1949 roku Starosta Powiatowy w Ostródzie został powiadomiony o zarejestrowaniu zboru w tej miejscowości. Zebrania odbywały się w mieszkanie W. Fidury. Oprócz niego pionierami byli Bonifacy Fidura i Czesław Wieczorek.
Z Zagłębia Ruhry do Pisza wraz z rodziną powrócił Georg (Jerzy) Litwin, ochrzczony w 1933 roku. W latach 1935–1937 przebywał w więzieniach w Białej Piskiej, Królewcu, Berlinie i Halle, potem na prawie dwa lata został uwięziony w KL Lichtenburg. Pod koniec 1946 roku nawiązał kontakt z polskim Biurem Oddziału w Łodzi, które wydało mu upoważnienie do prowadzenia działalności misyjnej. Początkowo zbór składał się z członków jego rodziny. Potem dołączyli inni głosiciele z okolicy, a także z Mrągowa, Giżycka oraz z powiatu ełckiego. Georg Litwin nie znał dobrze języka polskiego, dlatego koordynowaniem zborem zajął się Roman Szczyglewski przybyły z Kolna, w lipcu 1950 roku został zamordowany przez funkcjonariuszy urzędu bezpieczeństwa w Białymstoku, w tym samym roku został aresztowany Litwin.
W okolicach Braniewa 58-osobowy zbór składał się w większości przesiedlonych Ukraińców, do którego dołączyła polska rodzina oraz kilku przybyłych Świadków Jehowy z Ukrainy. Od 1948 roku przewodniczącym zboru był Jarosław Demkowicz, a 25 z nich było pionierami. Do pomocy w działalności ewangelizacyjnej regularnie przyjeżdżali głosiciele z Gdańska. Do zboru należało też kilka nauczycielek przybyłych z Wileńszczyzny.
Dziewięcioosobową grupę w Liksajnach tworzyły dwie rodziny ukraińskie, dwójka z nich została ochrzczona w 1941 roku, pozostali – w 1947 roku. Niewielka grupa powstała również w Żelaznej Górze.
W Giżycku w latach 1945–1947 do zboru należało 5 osób. Z Sołdan do Giżycka przeniosła się wraz z trójką dzieci wdowa Marta Merchel (ochrzczona w 1928 roku) wraz z trójką dzieci. Sługą grupy, do której należeli też Polacy i Ukraińcy był Władysław Sołtysek.
Dwie ukraińskie rodziny tworzyły grupę w Pietrzwałdzie. Sługą grupy był Władysław Demianiuk, ochrzczony jako Świadek Jehowy w 1944.
W kwietniu 1947 roku Tadeusz Wincenciuk (z Nowej Wsi koło Sokołowa Podlaskiego), był pierwszym Świadkiem w Olsztynie. W październiku 1947 roku został również oficjalnym przedstawicielem Biura Oddziału Świadków Jehowy, „sługą obwodu nr 27” obejmującego większą cześć województwa olsztyńskiego (natomiast „sługą obwodu nr 27a”, który nadzorował działalność powiat kolneński i wschodnie obszary województwa olsztyńskiego był od sierpnia do listopada/grudnia 1949 roku Wiktor Schnell, a od przełomu 1949 i 1950 roku Roman Szczyglewski z Kolna). Do Olsztyna przyjechał również Stefan Wincenciuk, Eugeniusz Kądziela pochodzący z Kołodzieża koło Moniek, a ochrzczony w 1943 roku i Feliks Sidorek (kolejarz pochodzący z województwa białostockiego). Początkowo zgromadzali się w lokalach prywatnych (zarejestrowano trzy takie adresy). Wówczas Świadkowie Jehowy z Olsztyna, podjęli starania o pomieszczenie na potrzeby swoich zebrań. Uzyskali lokal w Olsztynie przy ul. Sarnowskiego 6 (na 100 miejsc), z którego korzystał 17-osobowy miejscowy zbór.
W tym samym roku działalność rozpoczął również zbór w Mrągowie, do którego należeli m.in. Aleksander Bączek (pochodzący z Turośli), Jan Kamiński, Bolesław Kozikowski, Franciszek Bączek oraz Friedrich Otto z Gdańska (ochrzczony w 1926 roku, pionier, wolontariusz Biura Oddziału w Łodzi, 1945–1946 zesłany do ZSRR) i Gerhard (Gerard) Gayk. W roku 1949 zbór składał się z 15 głosicieli, w tym kilku niemieckojęzycznych, którzy w tym języku prowadzili wyjazdową działalność kaznodziejską w północnych części województwa. W Mrągowie funkcjonowała Sala Królestwa.
Pierwszym Świadkiem Jehowy po II wojnie światowej w Ełku był kolejarz Henryk Rogiński. Przyjechał w 1947 roku wraz z żoną, a w Szybie (obecnie dzielnica Ełku) działała jego siostra – Abel. W roku 1947 na terenie województwa olsztyńskiego działało 8 zborów.
W roku 1947 najwięcej Świadków Jehowy mieszkało w Olsztynie. Większe grupy działały m.in. w Klimach, w powiecie braniewskim (Kłębowo, Runowo; głównie ludność ukraińska), w Mostkowie (powiat ostródzki), w Kętrzynie (grupa polsko-niemiecka), w Giżycku, Mrągowie i Piszu (o podobnym składzie narodowościowym). Istniały także mniejsze grupy w innych miejscowościach. Misjonarz Biblijnej Szkoły Strażnicy – Gilead, Paweł Muchaluk przyjechał do Olsztyna w grudniu 1947 roku, odbył rozmowę z Tadeuszem Wincenciukiem. Później w Piszu spotkał się z kilkoma Świadkami Jehowy. Z kolei drugi misjonarz, Stefan Behunik był w Olsztynie w 1948 roku.
Pierwsi wyznawcy spotykali się początkowo w Ełku, w domu przy ulicy Bieruta 18 (obecnie ul. Sucharskiego).
Pod koniec lat 40. XX wieku powstał zbór Purgałki oraz zbór w Lidzbarku Warmińskim. Do tego zboru niektórzy przybyli z powiatu chełmskiego na Lubelszczyźnie.
18 kwietnia 1948 roku powstał zbór w Kętrzynie, którego sługą był Eugeniusz Kądziela. 30 czerwca 1948 roku decyzją wojewody władze przejęły Salę Królestwa w Olsztynie. Nie pomogły wielokrotne odwołania od tej decyzji, ani też wizyta wiosną 1949 roku Stefana Behunicka, misjonarza i przedstawiciela Biura Oddziału. Udało mu się tylko częściowo odzyskać skonfiskowanych publikacje. Zebrania zboru w Olsztynie odbywały się odtąd w mieszkaniu przy ulicy Waryńskiego.
Latem 1948 roku, niemieckojęzyczny Świadek Jehowy August Przyggoda ze Szczytna poprosił Biuro Oddziału w Szwajcarii o pomoc. Polskie Biuro Oddziału wysłało do niego Tadeusza Wincenciuka. Wkrótce przysłani tam pionierzy z Sopotu – bracia Józef i Stefan Durajowie, rozpoczęli działalność ewangelizacyjną. Prowadzili także wykłady w wynajętej sali, na które przychodziło do 80 osób. Sługą zboru został Ernst Reiczik (Rayczik).
Do czasu wysiedlenia Świadków Jehowy zbory istniały także w Targowie (do roku 1950) i w Rumach, których sługami byli Kaczmarczyk i Szymanski. Trzyosobowa grupa działała też w Woźnicach.
W latach 1947 i 1948 zbory składały się z polskich osadników, Ukraińców przesiedlonych w czasie akcji „Wisła” i przedstawicieli ludności miejscowej.
Według niepełnych danych na początku 1948 roku wojewódzkie władze administracyjne szacowały liczbę 100 Świadków Jehowy, w tym około 50 w Olsztynie. W kolejnym dokumencie z tego samego roku w województwie olsztyńskim liczba wzrosła do 304: w powiecie bartoszyckim – 10, braniewskim – 15 (z wyjątkiem jednej sześcioosobowej rodziny wszyscy byli Ukraińcami), giżyckim – 12, górowskim – 18, kętrzyńskim – 24, lidzbarskim – 59 (z których większość mieszkała w Kłębowie, Runowie i w gminie dobromiejskiej), morąskim – 6 (w tym pionierka Stanisława Mikołajczuk), olsztyńskim – 7, a w samym Olsztynie – 56, w ostródzkim – 32, piskim – 5, węgorzewskim – 5, w suskim – 55 (z których blisko połowa mieszkała w Klimach, kilka osób w Kisielicach). Niekompletny rejestr nie objął trzech powiatów; w powiecie mrągowskim działało kilkudziesięciu głosicieli, grupy Świadków Jehowy były także w powiatach szczycieńskim (gdzie miejscowy urząd bezpieczeństwa określił ich liczebność na około 50 osób) i nidzickim. Dodatkowo kilku mieszkało na terenie powiatu ełckiego. Ocenia się, że w 1948 roku ich liczba była wyższa o co najmniej jedną czwartą od tej podanej przez urząd.
Pierwsze zgromadzenie obwodowe z udziałem około 200 osób odbyło się w dniach 18–20 czerwca 1948 roku w Olsztynie. Połączono ją z działalnością ewangelizacyjną w tym mieście. 12 grudnia 1948 roku zgromadzenie odbyło się w sali Ligi Lotniczej w Szczytnie. Programu wysłuchało około 150 osób.
W maju 1948 roku w powiatach kętrzyńskim, iławieckim, lidzbarskim, suskim oraz piskim, starostwa powiatowe zakazały dalszej działalności Świadków Jehowy, a zmianę decyzji uzależniły od złożenia odpowiedniego imiennego wykazu członków wyznania. Gdy 30 czerwca 1948 roku państwowe władze województwa zamknęły olsztyńską salę przy ul. Sarnowskiego 6, zbór ten liczył 63 głosicieli i sympatyków, a do grudnia 1948 roku zamknęły wszystkie sale na terenie województwa. Władze dokonywały konfiskaty publikacji Świadków Jehowy w powiecie piskim, szczycieńskim i lidzbarskim. W 1948 roku pionierce Martcie Merchel z Giżycka skonfiskowano 240 egzemplarzy publikacji biblijnych w języku polskim, niemieckim i ukraińskim. W II. połowie 1948 i w 1949 roku konfiskowano wszelkie publikacje, a dopiero potem, często po interwencji Biura Oddziału, zwracano te, które miały debit. Świadków Jehowy publikacje w języku niemieckim rozpowszechnianiali głównie w powiatach giżyckim (Ryn), węgorzewskim, mrągowskim i olsztyńskim.
Powstały kolejne grupy najpierw w Klimach, Babiaku, a potem w innych miejscowościach, takich jak: Pupki (grupa składała się z siedmiu osób – przesiedleńców, kierowanych przez Bonifacego Fidurę) i Zakrzewiec. Do Urzędu Wojewódzkiego wpłynęło pięć jednobrzmiących formularzy z prośbą o zarejestrowanie zborów Świadków Jehowy na terenie województwa olsztyńskiego (w Olsztynie, Piszu, Mostkowie, Babiaku oraz Klimach).
W styczniu 1949 roku w Mikołajkach został zatrzymany nadzorca obwodu Stanisław Wasilak. 10 lutego 1949 roku w Targowie miejscowa ludność przerwała zebranie Świadków Jehowy, zachęcona, jak podał urząd bezpieczeństwa, przez katolickiego proboszcza z Dźwierzut. 12 lutego 1949 roku w czasie prowadzenia działalności ewangelizacyjnej zatrzymano Antoniego Podbielskiego z Nowogródka, Genowefy Mazurek z powiatu bartoszyckiego i Emilii Demkowicz z Zakrzewa w powiecie braniewskim. Do kolejnych udokumentowanych zatrzymań doszło w październiku na terenie powiatu kętrzyńskiego. Na krótko aresztowano nadzorcę obwodu Wiktora Schnella. By uniknąć takich bezpodstawnych zatrzymań, Biuro Oddziału zaczęło wysyłać do powiatowych urzędów bezpieczeństwa informacje o działalności na ich terenach grup Świadków Jehowy.
Na początku roku 1949 na terenie powiatu mrągowskiego zebrania organizowano m.in. w domu Michała Guni we wsi Jakubowo, odpowiedzialny za tę grupę był Eugeniusz Kotowski z Mrągowa.
W 1949 roku we wschodniej części województwa działał pionier Jan Wilk. Na tamtym terenie na uroczystość Wieczerzy Pańskiej przybyło 208 osób.
W czerwcu 1949 roku miało się odbyć trzydniowe zgromadzenie w Piszu. Jednak zostało ono rozwiązane przez miejscową milicję. Kolejne zgromadzenie zorganizowano w dniach 2–4 grudnia 1949 roku w wynajętej sali Powiatowej Komendy Służby Polsce w Ełku. Zgromadzeni w liczbie około 120 osób, którzy przybyli głównie z północno-zachodniej części województwa białostockiego, z Kolna, Stawisk, Grajewa i Nowogrodu.
We wrześniu 1949 roku, Biuro Oddziału w Łodzi zgłosiło w Ministerstwie Administracji Publicznej istnienie grup w Mrągowie, Kętrzynie, Olsztynie, Ostródzie, Piszu, Klimach, Mostkowie i Babiaku. Jednocześnie upoważniła je do rejestracji na szczeblu powiatu i województwa, co uczyniły w okresie od 29 października do 3 listopada 1949 roku, o czym Urząd Wojewódzki poinformował niezwłocznie urząd bezpieczeństwa.

### Zakaz działalności

#### Lata 50. XX wieku
W roku 1950 nastąpiła fala aresztowań. W województwie olsztyńskim, poza główną akcją aresztowań z czerwca (pomiędzy 20 a 22 czerwca aresztowano 20 osób), 5 lipca 1950 roku przeprowadzono następną, podczas której aresztowano kolejnych głosicieli. Według niepełnych danych na dzień 8 lipca 1950 roku liczba aresztowanych w województwie wynosiła 24 osoby. Do 5 sierpnia 1950 roku liczba uwięzionych wzrosła do 100 osób, 64 osoby zostały zwolnione, a 36 pozostawało w areszcie. Na koniec 1950 roku spośród 113 aresztowanych, 21 zostało skazanych na bezwzględne kary pozbawienia wolności. W październiku 1950 roku w Olecku i Kowalach Oleckich zatrzymano trzy osoby za posiadanie publikacji Świadków Jehowy. 28 grudnia 1950 roku Wojskowy Sąd Rejonowy w Olsztynie skazał Feliksa Sidoryka, sługę grupy w Olsztynie na 10 lat więzienia, utratę praw publicznych na 5 lat oraz przepadek mienia na rzecz Skarbu Państwa. Podsumowując „Akcję J” WUBP w Olsztynie 30 grudnia 1950 roku poinformował o 113 aresztowanych, 89 zwolnionych, 24 pozostających do dyspozycji śledczych.
W latach 1950–1951 zatrzymano co najmniej 98 osób, spośród nich 24 stanęły przed Wojskowym Sądem Rejonowym w Olsztynie. Od tego czasu działalność prowadzona była w konspiracji. Według danych Urzędu Bezpieczeństwa w roku 1950 na terenie województwa działało 1130 Świadków Jehowy, ustalono dane 470 z nich. Raport nie uwzględnia jednak mazurskich powiatów z województwa białostockiego, oraz włączonego 6 lipca 1950 roku do województwa olsztyńskiego powiatu działdowskiego. I tak na terenie powiatu bartoszyckiego w jednej grupie było 5 głosicieli, powiatu biskupieckiego (1 grupa) ok. 10–15, braniewskiego (5 grup) – 40–120, giżyckiego (1 grupa) – 25–35, górowskiego (1 grupa) – 5–10, iławskiego (2 grupy) – 70–75, kętrzyńskiego – 35–70, lidzbarskiego (6 grup) – 60–200, morąckiego (2 grupy) – 30–35, nidzickiego (1 grupa) – 30, olsztyńskiego (3 grupy) – 15–60, ostródzkiego (4 grupy) – 50–200, piskiego (3 grupy) – 10–30, szczycieńskiego (3 grupy) – 10–30, węgorzewskiego (1 grupa) – 15–20 oraz w Olsztynie (1 grupa) – 35–60 głosicieli. W czerwcu 1950 roku według kolejnych szacunków WUB działały 34 grupy i co najmniej 1000 głosicieli. W latach 1950-1952 Komisja Specjalna do Walki z Nadużyciami i Szkodnictwem Gospodarczym w Warszawie prowadziła sprawę „Rozpowszechnianie fałszywych wiadomości politycznych i gospodarczych o Polsce przez świadków Jehowy z Elbląga i Kamiennika Wielkiego pow. elbląski”, a w latach 1950-1952 sprawę „Kolportowanie ulotek przez świadków Jehowy - robotnika (autochton) i rolnika narodowości niemieckiej z Kętrzyna i Małych Biedaszek pow. Kętrzyn”.
W okresie zakazu działalności wspólnota ta rozrastała się liczebnie. W 1956 roku liczyła ona około 200 osób mieszkających głównie w Olsztynie i Braniewie.
Spotkania religijne organizowano w domach prywatnych, a większe – konwencje – na polanach leśnych i w ogrodach. W roku 1958 w podolsztyńskiej miejscowości Słupy zebrało się 126 osób.
Funkcjonariusze Urzędu Bezpieczeństwa prowadzili sprawy przeciwko Świadkom Jehowy. W latach 50. XX wieku, m.in. kontynuowano sprawy operacyjne przeciwko taki osobom jak: (1950–1966) Maria Mróz z Olsztyna; (1950–1951) Tadeusz Wincenciuk; (1953–1955) Bogumił Jan Łazarz; (1955–1958) Witold Kroczek („sługa obwodu związku wyznaniowego Świadkowie Jehowy w Olsztynie”).

#### Lata 60. XX wieku
W ramach sprawy obiektowej o kryptonimie „Kuźnia” Służba Bezpieczeństwa przez kilka lat bezskutecznie poszukiwała Jana Suszka z powiatu braniewskiego, który był zaangażowany w produkcję części do powielaczy, używanych do druku wydawnictw Świadków Jehowy, oraz przygotowywanie matryc do tych wydawnictw techniką fotodruku – nie odnaleziono też drukarni będącej głównym celem w tej sprawie. W 1966 roku prowadzono wobec niego sprawę operacyjną o kryptonimie „Technik”, do 1970 roku nie został zatrzymany ani bliżej rozpracowany, choć obserwowano także jego rodzinę. 2 sierpnia 1966 roku w Szklarni Służba Bezpieczeństwa aresztowała dwóch nadzorców uczestniczących w spotkaniu 10 przedstawicieli zborów ze wschodniej części województwa. W roku 1966 liczbę głosicieli w województwie olsztyńskim szacowano na około 2600 osób.
Prowadzono sprawy operacyjne m.in. przeciwko takim osobom jak: (1966–1971) Władysław Dwurznik i Władysław Zdzisław Dwurznik ze Staszkowa; członkom związku wyznaniowego Świadkowie Jehowy zamieszkałych w powiecie biskupieckim w latach 1968–1974.
Szczególnie od 60. XX wieku głosiciele w lecie zaczęli prowadzić grupową wyjazdową działalność kaznodziejską na terenach, gdzie jest mniej Świadków Jehowy (dawne nazwy: grupy pionierskie, ośrodki pionierskie, obozy pionierskie).

#### Czas „odwilży”
W latach 70. XX wieku nadal prowadzono sprawy operacyjne m.in. przeciwko takim osobom jak: Ryszard Kozieł, Andrzej Podbielski, Ryszard Kozaczuk (1974–1975, Lidzbark Warmiński); Gerhard Schwarz (1974–1982, Olecko); Ingryd Schwarz (1974–1981, Olecko); Wincenty Anuszkiewicz (1973–1981, Olecko).
Pod koniec 1977 roku Świadków Jehowy w Olsztynie odwiedził Daniel Sydlik, członek Ciała Kierowniczego w Nowym Jorku (1 stycznia 1978 roku spotkanie odbyło się w Elblągu), który w Polsce bezskutecznie prowadził rozmowy z władzami państwowymi o zalegalizowaniu działalności. Za zgodą władz w roku 1982 zorganizowano w Hali Widowiskowo-Sportowej „Urania” w Olsztynie pierwszy kongres pod hasłem „Prawda o Królestwie”. W następnych latach Świadkowie regularnie wynajmowali ten obiekt do organizowania zgromadzeń. Wynajmowano też inne sale publiczne, na przykład na doroczną uroczystość Wieczerzy Pańskiej.

### Ponowna rejestracja prawna i rozwój

#### Kongresy i zgromadzenia
W latach późniejszych organizowano kongresy cyklicznie na Stadionie OSiR w Olsztynie (1983–1984, 1986–1988, 1994–2005, 2007–2008, 2010–2011). Na początku lat 90. XX wieku w województwie olsztyńskim działało około 2000 głosicieli. Kongresy odbyły się również w Ostródzie (2012, 2014–2018), w 2013 roku w Mrągowie, a w roku 2018 i 2019 dodatkowo również w Ełku. 
W 2024 roku kongres regionalny pod hasłem „Głośmy dobrą nowinę!” zorganizowano w dniach od 19 do 21 lipca w Hali Urania w Olsztynie.
W dniach od 5 do 7 sierpnia 1994 roku kongres pod hasłem „Bojaźń Boża” odbył się na Stadionie OSiR w Olsztynie. W tym samym miejscu odbył się w dniach 7 do 9 lipca 1995 roku kongres pod hasłem „Rozradowani chwalcy Boga”, w dniach od 19 do 21 lipca 1996 roku kongres pod hasłem „Posłańcy pokoju Bożego”, w dniach 11–13 lipca 1997 roku kongres pod hasłem „Wiara w Słowo Boże”. W dniach od 10 do 12 lipca 1998 roku program kongresu pod hasłem „Boża droga życia”, który odbył się na olsztyńskim stadionie OSiR został przedstawiony również w języku rosyjskim. Na tym samym stadionie odbyły się kolejne kongresy: w 1999 roku pod hasłem „Prorocze słowo Boże”, 7–9 lipca 2000 roku pod hasłem „Wykonawcy słowa Bożego”, 13–15 lipca 2001 roku pod hasłem „Nauczyciele słowa Bożego”, w 2002 roku pod hasłem „Gorliwi głosiciele Królestwa”, 11–13 lipca 2003 roku pod hasłem „Oddajcie chwałę Bogu”, 9–11 lipca 2004 roku pod hasłem „Chodź z Bogiem”, w 2005 roku pod hasłem „Posłuszni Bogu”, 22–24 lipca 2007 roku pod hasłem „Naśladuj Chrystusa!”, 18–20 lipca 2008 roku pod hasłem „Kierowani duchem Bożym” (około 4 tys. obecnych, ochrzczono 36 osób), 2–4 lipca 2010 roku pod hasłem „Trwaj przy Jehowie!”, 8–10 lipca 2011 roku pod hasłem „Niech przyjdzie Królestwo Boże!”.
W dniach 20 do 22 lipca 2012 roku pod hasłem „Strzeż swego serca!” odbył się na Stadionie Miejskim w Ostródzie. Kongres pod hasłem „Słowo Boże jest prawdą!” odbył się w dniach od 2 do 4 sierpnia 2013 roku w Amfiteatrze w Mrągowie. 11–13 lipca 2014 roku odbył się w Arenie Ostróda kongres pod hasłem „Szukajmy najpierw Królestwa Bożego!”. W tym samym obiekcie odbył się w dniach 10–12 lipca 2015 roku kongres pod hasłem „Naśladujmy Jezusa!”. Uczestniczyło w nim przeszło 3,5 tysiąca osób z 45 zborów, a 18 osób zostało ochrzczonych. Również w dniach 29–31 lipca 2016 roku zorganizowano tam kongres pod hasłem „Lojalnie trwajmy przy Jehowie!”. 4–6 sierpnia 2017 roku odbył się kongres pod hasłem „Nie poddawaj się!”. W tym samym obiekcie odbył się w dniach 10–12 sierpnia 2018 roku kongres pod hasłem „Bądź odważny!” oraz 17–19 sierpnia w Hali Sportowo-Widowiskowej w Ełku. Kongres pod hasłem „Miłość nigdy nie zawodzi!” odbył się w dniach 16–18 sierpnia 2019 roku w Hali Sportowo-Widowiskowej w Ełku.
Od 2002 roku Świadkowie Jehowy z Warmii korzystają ze zgromadzeń obwodowych we własnej Sali Zgromadzeń w Malborku, natomiast z Mazur (Ełk, Giżycko, Gołdap, Kętrzyn, Olecko, Pisz) – z wypożyczanej hali w Olecku (w poprzednich latach w Ełku).

#### Sale Królestwa
W 1989 roku otwarto Salę Królestwa w Bartoszycach (funkcjonowała do otwarcia nowego obiektu w styczniu 2020). Od tego roku również powstawały nowe Sale Królestwa w większości miejscowości, w których funkcjonowały zbory. 5 lutego 1994 roku w Olsztynie otwarto kompleks dwóch Sal Królestwa, z którego korzystało około 600 olsztyńskich głosicieli. Obecnie jest w tym mieście ponad 1000 głosicieli, należących do 10 zborów. Sale Królestwa znajdują się przy ul. Bałtyckiej, ul. Traugutta i ul. Borowej. W 1997 roku powstała Sala Królestwa w Tolkmicku, w Giżycku funkcjonuje od 1996 roku, a w Orzyszu od 1997 roku. W 2009 roku w dwóch zborach korzystających z Sali Królestwa w Giżycku działało 174 głosicieli, a na uroczystości Pamiątki śmierci Jezusa Chrystusa było obecnych 289 osób.
W 2000 roku powstała Sala Królestwa w miejscowości Szerokopaś, w 2003 roku w Miłomłynie, a w 2008 roku w Czerlejnku. W październiku 2010 roku trzy ełckie zbory otworzyły nowy kompleks Sal Królestwa dla ponad 370 głosicieli z tego miasta.
W lipcu 2018 roku w Olecku powstała nowa Sala Królestwa, w styczniu 2020 roku nowy obiekt w Bartoszycach, a 27 sierpnia 2023 roku w Szczytnie (nowa Sala Królestwa zastąpiła obiekt, który zaadaptowano w 1986 roku).

#### Działalność wśród obcokrajowców, mniejszości etnicznych i w polskim języku migowym
Działalność jest prowadzona również wśród obcokrajowców. Oprócz języka polskiego i polskiego migowego zebrania organizuje się także w języku romani (Polska Roma), rosyjskim (do 2020 roku też w języku angielskim, a do 2021 także w języku ukraińskim).
Świadkowie Jehowy korzystają też z możliwości działalności wśród osadzonych w Strzeżonych Ośrodkach Dla Cudzoziemców.

#### Weryfikacja stanowiska Sądu Najwyższego wobec powojennej działalności Świadków Jehowy
W 2000 roku na wniosek Rzecznika Praw Obywatelskich Sąd Najwyższy uchylił zaskarżony wyrok Sądu Wojewódzkiego w Olsztynie z 1954 roku i uniewinnił jednego z głosicieli, który od sierpnia 1952 roku do grudnia 1953 roku na terenie powiatów Pisz i Kolno był aktywnym członkiem związku pod nazwą Świadkowie Jehowy.

#### Konferencje naukowe poświęcone represjom w trakcie II wojny światowej i okresu powojennego
Na „Ogólnopolskiej Konferencji Naukowej: Kościoły chrześcijańskie w systemach totalitarnych” zorganizowanej w dniach 16–17 czerwca 2011 roku w Toruniu, Grzegorz Jasiński przedstawił wykład „Świadkowie Jehowy na Warmii i Mazurach w latach 1945–1956”.

#### Działalność w ośrodkach penitencjarnych
Zebrania zborowe organizuje się również na terenie Zakładu Karnego w Kamińsku. Działalność kaznodziejska prowadzona także przez wytypowanych kaznodziejów w Areszcie Śledczym w Olsztynie, w Zakładzie Karnym w Barczewie oraz ZK w Iławie, AŚ w Bartoszycach, w Szczytnie, w Giżycku oraz w Elblągu.

#### Pozostała działalność
W 2008 roku na terenie województwa działało 66 zborów. W 2010 roku było 4219 głosicieli w 67 zborach oraz 41 Sal Królestwa.
W latach 2012–2024 nastąpiła reorganizacja zborów, wskutek czego zbory stały się większe i lepiej zorganizowane, lecz ich liczba zmniejszyła się.
W roku 2013 wdrożono program świadczenia publicznego na terenie poszczególnych zborów za pomocą wózków z literaturą biblijną.
W 2015 roku było 4052 głosicieli w 50 zborach. W roku 2018 liczba głosicieli wynosiła 3666 należących do 48 zborów. W 2021 roku było 3642 głosicieli należących do 47 zborów, w których usługiwało 255 starszych zboru.

#### Bezkrwawa chirurgia
W placówkach medycznych na terenie województwa warmińsko-mazurskiego (w tym m.in. w Wojewódzkim Szpitalu Specjalistycznym w Olsztynie) zespoły medyczne operują Świadków Jehowy bez krwi.

#### Pomoc humanitarna
Od końca lutego 2022 roku rozpoczęto organizowanie pomocy dla Świadków Jehowy z Ukrainy, uchodźców – ofiar inwazji Rosji. W tym celu na terenie województwa powołano jeden z 16 Komitetów Pomocy Doraźnej działających w Polsce, składający się z przeszkolonych wolontariuszy. Od początku kwietnia 2022 roku, kiedy to wznowiono przeprowadzanie zebrań w Salach Królestwa, uczęszczają na nie także Świadkowie Jehowy z Ukrainy, którzy musieli opuścić swój kraj ze względu na toczącą się tam wojnę. Szacuje się, że w samym Olsztynie jest to kilkudziesięcioosobowa grupa.

## Zbory
Poniższa lista obejmuje zbory zgromadzające się na terenie województwa:
Na terenie miast na prawach powiatu
- Elbląg: 4 zbory: Południe, Północ, Stare Miasto, Śródmieście
- Olsztyn: 8 zborów: Dajtki, Jaroty (w tym grupa języka migowego), Nagórki, Rosyjski, Pojezierze, Północ, Śródmieście, Zatorze[89]

Na terenie powiatów
- powiat bartoszycki: 2 zbory: Bartoszyce–Centrum, Bartoszyce–Nad Łyną
- powiat braniewski: 1 zbór: Braniewo
- powiat działdowski: 3 zbory: Działdowo, Lidzbark Welski, Mława (Sala Królestwa: Mławka)
- powiat elbląski: 1 zbór: Pasłęk
- powiat ełcki: 3 zbory: Ełk–Centrum (w tym grupa posługująca się językiem romani (Polska)), Ełk–Północ, Ełk–Szyba
- powiat giżycki: 2 zbory: Giżycko–Wschód, Giżycko–Zachód
- powiat gołdapski: 1 zbór: Gołdap
- powiat iławski: 3 zbory: Iława–Wschód, Iława–Zachód, Lubawa
- powiat kętrzyński: 2 zbory: Kętrzyn–Wschód, Kętrzyn–Zachód
- powiat lidzbarski: 2 zbory: Lidzbark Warmiński (w tym grupa polskojęzyczna na oddaleniu na terenie Zakładu Karnego Kamińsk), Orneta
- powiat mrągowski: 1 zbór: Mrągowo
- powiat nidzicki: nie ma zborów
- powiat nowomiejski: 1 zbór: Nowe Miasto Lubawskie (Sala Królestwa: Kurzętnik)
- powiat olecki: 1 zbór: Olecko
- powiat olsztyński: 3 zbory: Biskupiec Reszelski (Sala Królestwa: Mrągowo), Dobre Miasto, Olsztynek
- powiat ostródzki: 4 zbory: Morąg–Południe, Morąg–Północ, Ostróda–Południe, Ostróda–Północ
- powiat piski: 1 zbór: Pisz
- powiat szczycieński: 2 zbory: Pasym, Szczytno
- powiat węgorzewski: 1 zbór: Węgorzewo